# 9M728
P-500 (9М728)，北约代号SSC-7，是俄罗斯近程巡航导弹，用于伊斯坎德爾-К导弹系统，根据俄罗斯副总理谢尔盖·鲍里索维奇·伊万诺夫所说能穿透现在各种反导系统。
Р-500由叶卡捷琳堡的«革新家设计局»于1996年开始研制。 2008年开始国家试验。2009年入役。
2013年，俄陆军发言人Донюшкин上校称，Р-500导弹是在S-10“石榴石”远程巡航导弹基础上研制的，射程超过1000km。出口型号为3М14Э。
2007年5月29日Р-500在卡普斯京亚尔靶场首次发射测试。 使用伊斯坎德爾-К导弹系统发射。根据俄联邦副总理谢尔盖·鲍里索维奇·伊万诺夫所说，试验成功。
2013年6月，俄军接收了第一个旅级装备，12辆9П78-1自行发射车，3个火箭旅各装备一个营，首先交付的是伏尔加河沿岸-乌拉尔军区第92旅。
2012年，俄军建立了第一支完全装备“伊斯坎德尔”的远东军区的战役战术火箭第107旅，该导弹旅配备12套导弹发射装置。部署在犹太自治州比罗比詹附近的塞米斯托齐内伊市。目前俄军已拥有5个“伊斯坎德尔”导弹旅，约60套导弹系统。
2015年9月19日«中央-2015»演习中，火箭第92旅第2营首次战斗发射9М728导弹。